# 알렉시스 산체스
알렉시스 알레한드로 산체스 산체스(스페인어: Alexis Alejandro Sánchez Sánchez, 1988년 12월 19일 ~)는 칠레의 축구 선수이자, 현재 이탈리아 세리에 A의 인테르나치오날레 소속으로 포지션은 공격수이다.
그는 클라우디오 브라보, 아르투로 비달 등과 함께 칠레의 황금세대를 이끌었다. 비록 169cm의 단신이나, 엄청난 힘에서 나오는 밸런스있는 드리블과 창의적인 패스로 공격을 이끈다.

## 구단 경력

### 우디네세
2006년에 세리에 A 우디네세 칼초에 입단하여 임대를 간 2년을 제외한 3년간 활동하면서 리그 내에 가장 가치 있는 선수들 중 하나였으며, 세리에 A 2010-11에는 안토니오 디 나탈레와 함께 뛰어난 활약을 보이면서 팀이 4위를 하여 챔피언스리그 예선전에 나갈 수 있도록 하였다.

### FC 바르셀로나
그리고 이러한 활약을 인정받아 2011년 2600만 유로에 스페인 프리메라리가 FC 바르셀로나로 입단하였다. 여기서 그는 전 소속팀인 우디네세나 국가대표팀서처럼 산체스(Sanchez)가 아닌 알렉시스(Alexis)로 마킹하였다. 산체스는 리오넬 메시, 네이마르와 함께 바르셀로나의 공격을 이끌면서 3시즌 간 88경기 39골을 기록하였다.

### 아스널
FC 바르셀로나의 루이스 알베르토 수아레스 영입으로 입지에 불안감을 느낀 산체스는 2014년 7월 10일 잉글랜드 프리미어리그 아스널 FC로 3500만 파운드로 추정되는 이적료에 이적하게 된다. 등번호는 입단 당시엔 17번을 받았으나 이후 7번 주인이었던 토마시 로시츠키가 방출되면서 7번을 이어받는다.
산체스는 아스날 입단 이후, 메수트 외질과 더불어 에이스 역할을 하며, 수준급 득점력과 폭발적인 개인 기량으로 아스널의 공격을 이끌었으며, 2014-15 시즌, 2016-17 시즌 때 올해의 선수로 선정되었다.
그 후, 산체스는 아스날과 계약 기간이 6개월 남은 상황에서 재계약을 포기하고 맨체스터 시티로 이적이 유력했지만, 맨시티가 영입을 포기함에 따라 맨유와 4년 반 계약을 맺고 이적을 확정지었다.

### 맨체스터 유나이티드
2018년 1월 22일, 헨리크 미키타리안과 스왑딜 형식으로 맨체스터 유나이티드에 이적하였다. 이로써 산체스는 칠레 선수들 중 맨유에 입단한 첫 번째 칠레 선수가 되었다.
산체스는 2018년 1월 27일(한국시간)에 열린 잉글리시 FA컵 4라운드 경기에서 데뷔전을 치러 1도움을 기록하였고, 팀의 4-0 대승을 이끌어냈다. 이 경기에서 72분을 소화한 산체스는 영국 통계 전문 사이트인 후스코어드닷컴에서 평점 8점을 부여받았다.
그 후, 산체스는 2018년 2월 4일(한국시간)에 열린 허더즈필드 타운과의 경기에서 추가골을 기록하여 맨유 유니폼을 입고 첫 리그골을 기록하였다. 이 날 경기에서 맨유가 2-0 승리하여 2위를 지켰다.
그러나, 시즌 후반기에 접어들수록 애매한 포지션, 활동 반경에서 문제로 인하여 아스날 시절의 맹활약을 펼치지 못했고, 맨유 이적 후, 3골 3도움에 그쳐 시즌을 마감하였다.
하지만, 2018 미국 프리시즌에는 비자 문제로 인하여 합류하지 못했으나, 비자 문제가 해결되어 뒤늦게 합류한 산체스는 인터네셔널 챔피언스컵(ICC)에서 AC 밀란, 레알 마드리드를 상대로 골을 기록하는 맹활약을 보여주었지만, 주급 7억에 걸맞지 않는 경기력을 보여 혹평을 받았었다. 2018년 10월 7일(한국시간 새벽)에 있었던 2018-2019 EPL 8라운드 뉴캐슬과의 홈 경기에서 헤더 결승골을 기록하여 팀의 3-2 승리를 이끌어냈다.
17-18시즌 35R에서 맨시티와 맨체스터 더비를 맞은 맨유는 팀이 패배 시 맨시티에 우승을 확정지어주는 경기가 될 뻔하였지만, 산체스의 롱패스로 역전골을 넣은 스몰링으로 인해 맨유는 3-2로 역전승을 거뒀고 산체스의 어시스트가 빛을 발하였다.

### FC 인테르나치오날레 밀라노
2019년 8월 29일 FC 인테르나치오날레 밀라노에 임대 이적했다. 2020년 8월 6일 자유 계약으로 입단했다.
2022년 8월 8일 상호 계약 해지로 인터 밀란과 결별했다.

### 올랭피크 드 마르세유
2022년 8월 10일 올랭피크 드 마르세유에 입단했다.

### FC 인테르나치오날레 밀라노 복귀
2023년 8월 26일 인터 밀란과 계약을 맺으며 1년 만에 복귀했다.

## 국가대표 경력
2008년부터 국가대표팀의 부름을 받은 그는 2010년 FIFA 월드컵, 2011년 코파 아메리카, 2014년 FIFA 월드컵, 2015년 코파 아메리카에서 칠레의 주전으로 활동하면서 공격을 이끌어나갔다. 특히 조국에서 열린 2015년 코파 아메리카에서는 칠레가 처음으로 우승하는데 일조했다.

## 경력
- 2007년 FIFA U-20 월드컵 국가대표
- 2010년 FIFA 월드컵 국가대표
- 2011년 코파 아메리카 국가대표
- 2014년 FIFA 월드컵 국가대표
- 2015년 코파 아메리카 국가대표
- 코파 아메리카 센테나리오 국가대표
- 2017년 FIFA 컨페더레이션스컵 국가대표
- 2019년 코파 아메리카 국가대표
- 2021년 코파 아메리카 국가대표

## 출전 통계
| 클럽                | 시즌    | 출전 | 득점 |
| ------------------- | ------- | ---- | ---- |
| 코브렐로아          | 2005    | 38   | 3    |
| 코브렐로아          | 2006    | 12   | 9    |
| 콜로 콜로           | 2006    | 28   | 5    |
| 콜로 콜로           | 2007    | 21   | 4    |
| 리버 플레이트       | 2007-08 | 31   | 4    |
| 우디네세            | 2008-09 | 43   | 3    |
| 우디네세            | 2009-10 | 36   | 6    |
| 우디네세            | 2010-11 | 33   | 12   |
| 우디네세            | 소계    | 112  | 21   |
| 바르셀로나          | 2011-12 | 41   | 15   |
| 바르셀로나          | 2012-13 | 46   | 11   |
| 바르셀로나          | 2013-14 | 54   | 21   |
| 바르셀로나          | 소계    | 141  | 47   |
| 아스널              | 2014-15 | 52   | 25   |
| 아스널              | 2015-16 | 41   | 17   |
| 아스널              | 2016-17 | 51   | 30   |
| 아스널              | 2017-18 | 22   | 8    |
| 아스널              | 소계    | 166  | 80   |
| 맨체스터 유나이티드 | 2017-18 | 18   | 3    |
| 맨체스터 유나이티드 | 2018-19 | 27   | 2    |
| 맨체스터 유나이티드 | 소계    | 45   | 5    |
| 인테르나치오날레    | 2019-20 | 32   | 4    |
| 인테르나치오날레    | 2020-21 | 38   | 7    |
| 인테르나치오날레    | 2021-22 | 39   | 9    |
| 인테르나치오날레    | 2023-24 | 27   | 4    |
| 인테르나치오날레    | 소계    | 136  | 24   |
| 올랭피크 마르세유   | 2022-23 | 44   | 18   |
| 합계                | 합계    | 774  | 220  |

## 수상

#### 콜로-콜로
- 프리메라 디비시온 : 2006 후기, 2007 전기
- 코파 수다메리카나 준우승 : 2006

#### 리버 플레이트
- 프리메라 디비시온 : 2008 후기

#### 바르셀로나
- 라 리가 : 2012/13
- 코파 델 레이 : 2011/12
- 수페르코파 데 에스파냐 : 2011, 2013
- UEFA 슈퍼컵 : 2011
- FIFA 클럽 월드컵 : 2011

#### 아스날
- FA컵 : 2014/15, 2016/17
- 커뮤니티 실드 : 2014

#### 인테르나치오날레
- 세리에 A : 2020-21
- 코파 이탈리아 : 2021-22
- 수페르코파 이탈리아나 : 2021
- UEFA 유로파리그 준우승 : 2019-20

#### 칠레
- 코파 아메리카 : 우승 (2015, 2016)
- FIFA 컨페더레이션스컵 준우승 : 2017

### 개인
- 발롱도르 10위 : 2015
- 세리에 A 이 달의 선수 : 11년 2월
- PFA 올해의 팀 : 2014/15
- PFA 팬 선정 올해의 선수 : 2015
- PFA 팬 선정 이 달의 선수 : 14년 10월, 15년 10월
- FSF 올해의 선수 : 2015
- UEFA 챔피언스리그 도움왕 : 2015/16
- BBC 이달의 골 : 15년 10월
- 아스날 올해의 선수 : 2014/15, 2016/17
- 마르세유 올해의 선수 : 2022/23

#### 국가대표
- 코파 아메리카 골든볼 : 2016
- 코파 아메리카 대회 베스트 : 2016
- FIFA 컨페더레이션스컵 실버볼 : 2017
- 2011년 코파 아메리카 MoM : vs. 멕시코 (조별리그)
- 2014년 FIFA 월드컵 MoM : vs. 오스트레일리아 (조별리그)
- 2015년 코파 아메리카 MoM : vs. 우루과이 (8강전)
- 칠레 국가대표팀 역대 최다 득점자 : 51골

## 같이 보기
- A매치 100경기 이상 출전한 축구 선수 명단